# Vivonne
Vivonne é uma comuna francesa na região administrativa da Nova Aquitânia, no departamento de Vienne. Estende-se por uma área de 41,16 km². Em 2010 a comuna tinha 4 452 habitantes (densidade: 108,2 hab./km²).